# Gouvernement Martens III
Royaume de Belgique
Martens II Martens IV
Le gouvernement Martens III était une coalition belge dite d'union nationale entre sociaux-chrétiens, libéraux et socialistes.
Le gouvernement Martens II, tombé en avril 1980 lorsqu’une partie des sénateurs CVP refusent de voter la réforme de l’Etat au motif que 2 mandataires FDF de la périphérie de Bruxelles pourraient siéger au Conseil régional de Bruxelles, fait place le 18 mai 1980 à un nouveau gouvernement, dirigé par Wilfried Martens, comptant 27 ministres et 9 secrétaires d'État, et réunissant CVP, PSC, PS, SP, PVV et PRL.
Le gouvernement tiendra moins de 5 mois (18 mai 1980 au 22 octobre 1980), implose une nouvelle fois et fera place au gouvernement Martens IV, sans les libéraux.

## Composition
| Fonction                                                                                                 | Titulaire | Titulaire                                           | Parti |
| --- | --------- | --------------------------------------------------- | ----- |
| Premier ministre                                                                                         |           | Wilfried Martens                                    | CVP   |
| vice-Premier ministre et ministre des Communications                                                     |           | Guy Spitaels                                        | PS    |
| vice-Premier ministre et ministre de la Justice et des Réformes institutionnelles                        |           | Herman Vanderpoorten                                | PVV   |
| ministre des affaires économiques, membre du Cabinet restreint de politique générale                     |           | Willy Claes                                         | SP    |
| ministre du Plan et de la Politique scientifique, membre du Cabinet restreint de politique générale      |           | José Desmarets                                      | PSC   |
| ministre des Finances, membre du Cabinet restreint de politique générale                                 |           | Robert Henrion remplacé le 29.6.1980 par Paul Hatry | PRL   |
| ministre des Travaux publics, membre du Cabinet restreint de politique générale                          |           | Jos Chabert                                         | CVP   |
| ministre des Affaires étrangères                                                                         |           | Charles-Ferdinand Nothomb                           | PSC   |
| ministre de la Défense nationale à partir du 3.7.1980: membre du Cabinet restreint de politique générale |           | Charles Poswick                                     | PRL   |
| ministre de la Santé publique et de l'Environnement                                                      |           | Alfred Califice                                     | PSC   |
| ministre de l'Éducation nationale                                                                        |           | Willy Calewaert                                     | SP    |
| ministre de l'agriculture et des Classes Moyennes                                                        |           | Albert Lavens                                       | CVP   |
| ministre de la Communauté flamande                                                                       |           | Rika De Backer-Van Ocken                            | CVP   |
| ministre des PTT et des Pensions                                                                         |           | Herman De Croo                                      | PVV   |
| ministre de la Prévoyance sociale                                                                        |           | Luc Dhoore                                          | CVP   |
| ministre de la Communauté flamande                                                                       |           | André Kempinaire                                    | PVV   |
| ministre du Budget et adjoint à l'Education nationale                                                    |           | Gaston Geens                                        | CVP   |
| ministre de la Région wallonne                                                                           |           | Jean-Maurice Dehousse                               | PS    |
| ministre de l'Éducation nationale                                                                        |           | Guy Mathot                                          | PS    |
| ministre du Commerce extérieur                                                                           |           | Robert Urbain                                       | PS    |
| ministre de la Coopération au Développement                                                              |           | Mark Eyskens                                        | CVP   |
| ministre de l'Emploi et du Travail                                                                       |           | Roger De Wulf                                       | SP    |
| ministre de la Communauté flamande                                                                       |           | Marc Galle                                          | SP    |
| ministre de la Communauté française                                                                      |           | Michel Hansenne                                     | PSC   |
| ministre de la Région bruxelloise                                                                        |           | Cécile Goor-Eyben                                   | PSC   |
| ministre de la Fonction publique                                                                         |           | Élie Deworme                                        | PS    |
| ministre de l'Intérieur et des Réformes institutionnelles                                                |           | Philippe Moureaux                                   | PS    |
| secrétaire d'État aux Finances                                                                           |           | Freddy Willockx                                     | SP    |
| secrétaire d'État à la Communauté flamande                                                               |           | Paul Akkermans                                      | CVP   |
| secrétaire d'État à la Communauté flamande                                                               |           | Rika Steyaert                                       | CVP   |
| secrétaire d'État à la Communauté flamande                                                               |           | Lucienne Herman-Michielsens                         | PVV   |
| secrétaire d'État à la Communauté française                                                              |           | Albert Demuyter                                     | PRL   |
| secrétaire d'État à la Région wallonne                                                                   |           | Pierre Mainil                                       | PSC   |
| secrétaire d'État à la Région wallonne                                                                   |           | André Bertouille                                    | PRL   |
| secrétaire d'État à la Région bruxelloise                                                                |           | August De Winter                                    | PVV   |
| secrétaire d'État à la Région bruxelloise                                                                |           | Guy Cudell                                          | PS    |